# 関西テレビ制作・月曜夜10時枠の連続ドラマ
関西テレビ制作・月曜夜10時枠の連続ドラマ（かんさいテレビせいさく・げつようよるじゅうじわくのれんぞくドラマ）は、1985年10月から1996年3月、および2021年10月から関西テレビ（KTV・カンテレ）を制作局として、フジテレビ系列（FNS）で毎週月曜日の22:00 ‐ 22:54（JST）に放送されていた、もしくはされているテレビドラマ放送枠。通称『月10』。
本文中の放送時間はすべて日本標準時（JST）。また特記のない限り、放送時間・放送期間は関西テレビ（制作局、近畿広域圏）でのそれに準拠するものとする。

## 概要

### 第1期
1985年10月、関西テレビ制作全国ネットにおける月曜22時のバラエティ番組枠（当時は『三枝の愛ラブ!爆笑クリニック』）と火曜22時のドラマ枠（当時は『影の軍団IV』）との枠交換が行われた。このときに月曜22時に移行したドラマは『影の軍団 幕末編』で、同年末まで放送された。
1986年1月から1994年3月までは断続的に『月曜サスペンスシリーズ』と称して、1クール毎にテーマタイトルを制定して1話完結形式のサスペンスドラマを放送していた。
1994年4月開始の『白の条件』を皮切りに、サスペンスにとらわれない2ヶ月間もしくは3ヶ月間の連続ものとなり、1996年3月放送の『いい日旅立ち〜4つの卒業〜』を最後に月曜22時枠としてのドラマは一旦終了し、1996年4月改編でこの時間帯に『SMAP×SMAP』（フジテレビと共同制作）が開始され、バラエティ枠と入れ替わる形で火曜22時枠が再びドラマ枠となった。

### 第2期
上記の通り関西テレビ制作全国ネットのドラマ枠は25年半に亘り、火曜のプライムタイムに「火曜22時枠 → 21時枠」として放送してきたが、2021年10月の改編で同時間帯のバラエティ枠（当時は『所JAPAN』）と火曜21時枠のドラマ枠を入れ替え・枠交換することになり、1996年3月以来25年半ぶりに月曜22時のドラマ枠として里帰りする形で復活した。
スポンサーについても体裁上火曜21時台に移動したバラエティ枠と交換しており、2024年3月まではヒッチハイクとして小林製薬のCMが流れていた、2024年10月期からヒッチハイクは廃止された。「提供」の文字も2022年7月の『魔法のリノベ』まで挿入されていたが、同年10月の『エルピス-希望、あるいは災い-』から挿入されなくなり、白い絨毯の上に企業名をカラー表示する形式に変更された。
ドラマ枠になってからも、正月3が日を除いて、改編期に1時間のみの関西テレビ制作の単発バラエティ番組を放送するケースが存在する。但し、2時間以上の関西テレビ制作の特番を組むことは少ない。また、ドラマ枠移行後も初回については放送時間を拡大しているが、2025年以降は作品によっては拡大しないケースもある。一方で、最終話などの放送時間の拡大は行われていない。
火曜に連続ドラマが放送されているときは、最終話の1週間後に特別編が放送されることは無かったが、2022年1月期の『ドクターホワイト』については、最終話の1週間後に1時間の特別編が放送された上、複数シリーズ作品を当枠で放送される。
他局ドラマ（フジテレビ制作も含む）とは異なり、概ねはドラマの第1話は『月9』より1・2週遅れて始まり、最終話はほとんどの作品が、（年末にかかる10-12月度の一部を除き）その月の放送曜日の最終週で終了する仕組みとなっているため、一時期10回完結のものもあったが、2023年度以降は11回完結のものが主体である。
この枠で放送される作品のジャンルは、趣向を変わるチャレンジ枠を中心として放送している。第1作の『アバランチ』と第6作の『罠の戦争』は男優が主演を務めていたが、第2作『ドクターホワイト』から第5作『エルピス-希望、あるいは災い-』までは女優が主演を務めているのが特徴であった。
制作局の関西テレビでは、番組改編時に「ゲツドラカッバラ」のフレーズのPRとしてキャンペーンを実施したほか、在京キー局のフジテレビでも「月曜はドラマが2本立て!」とフレーズのPRを実施している。

## 第1期における1996年までの作品リスト
- 第1期は福井テレビを除きFNS全局に放送されていた[注 14][注 15][注 16][注 17][注 18]。

### 連続ドラマ

#### 1985年-1992年
影の軍団 幕末編
- 1985年10月7日 - 12月30日
- 全13話
- 主演 - 千葉真一
- 脚本 - 本田英郎、関本郁夫、下飯坂菊馬、和久田正明、鈴木生朗、松本功、中村努
- 監督 - 関本郁夫、原田雄一、大洲斉、太田昭和
- 制作 - 東映

化身
- 1987年1月5日 - 1月26日
- 全4話
- 主演 - 津川雅彦
- 原作 - 渡辺淳一
- 脚本 - 市川森一
- 監督 - 瀬木宏康
- 制作 - 東映

女の企業サスペンス・ホテルウーマン
- 1991年10月7日 - 12月23日
- 全11話
- 主演 - 沢口靖子
- 原作 - 山崎洋子
- 脚本 - 西岡琢也
- 監督 - 和泉聖治、中野昌宏、花堂純次
- 制作 - G・カンパニー

ウーマンドリーム
- 1992年10月5日 - 12月14日
- 全11話
- 主演 - 裕木奈江
- 原作 - 小林信彦
- 脚本 - 西岡琢也
- 監督 - 中野昌宏、花堂純次
- 制作 - G・カンパニー

#### 月曜ドラマシリーズ
白の条件
- 1994年4月4日 - 5月30日
- 全9話
- 主演 - 中江有里
- 原作 - 万里村奈加
- 脚本 - 相葉芳久
- 監督 - 山田大樹、長尾啓司、藤嘉行
- 制作 - 松竹

君が見えない
- 1994年6月6日 - 7月25日
- 全8話
- 主演 - 賀来千香子
- 脚本 - 寺田敏雄、倉沢左知代、関田明生
- 監督 - 星田良子、伊崎健太郎
- 制作 - ネクスト・プロデュース

福井さんちの遺産相続
- 1994年8月1日 - 9月16日
- 全9話
- 主演 - 斉藤由貴
- 脚本 - 塩田千種
- 監督 - 黒沢直輔、山田大樹
- 制作 - 東映

妊娠ですよ
- 1994年10月10日 - 11月14日
- 全6話
- 主演 - 三浦友和
- 脚本 - 清水曙美、溝田佳奈、藤本信行
- 監督 - 小田切正明、塚田哲也
- 制作 - アズバーズ

冬の訪問者
- 1994年11月28日 - 12月19日
- 全4話
- 主演 - 加藤剛
- 原作 - 風間一輝
- 脚本 - 吉田剛
- 監督 - 藤嘉行
- 制作 - 劇団俳優座
- 主題歌：米倉利紀「Fragile」

我慢できない!
- 1995年1月9日 - 2月27日
- 全8話
- 主演 - 鈴木京香
- 原作 - 赤星たみこ
- 脚本 - 橋本以蔵
- 監督 - 松田秀知、花堂純次
- 制作 - G・カンパニー

三都結婚物語
- 1995年3月6日 - 3月20日
- 全3話

1. 大阪浪花 ルージュの恋（6日、主演：陣内孝則）
2. 京都・祇園のフィリピーナ（13日、主演：ルビー・モレノ）
3. 奈良篇 花嫁はゴースト（27日、主演：工藤夕貴）

- 脚本 - 北野ひろし、荒馬間、清水喜美子
- 監督 - 笠置高弘、土井宙、谷口俊哉
- 制作 - PDS
- 主題歌：	Be-B「あなたよりあなたを知っていた」

君を想うより君に逢いたい
- 1995年4月17日 - 6月26日
- 全11話
- 主演 - 中村雅俊
- 脚本 - 土屋斗紀雄
- 監督 - 上川伸廣、笠置高弘、唐木昭浩
- 制作 - イースト

100億の男
- 1995年7月3日 - 9月25日
- 全13話
- 主演 - 緒形直人
- 原作 - 国友やすゆき
- 脚本 - 山永明子
- 監督 - 松田秀知、村上正典、梅沢利之
- 制作 - 共同テレビジョン

妊娠ですよ2
- 1995年10月16日 - 12月11日
- 全9話
- 主演 - 三浦友和
- 脚本 - 清水曙美、藤本信行
- 監督 - 小田切正明、谷口俊哉、塚田哲也、北川学
- 制作 - アズバーズ

明日はだいじょうぶ
- 1996年1月8日 - 2月26日
- 全8話
- 主演 - 筒井道隆
- 脚本 - 岩佐憲一、林誠人、永沢慶樹
- 監督 - 笠置高弘、今井和久

いい日旅立ち〜4つの卒業〜
- 1996年3月4日 - 3月25日
- 全4話
- 主演 - 高橋由美子
- 脚本 - 塩田千種
- 監督 - 若松節朗、高丸雅隆
- 制作 - 東映、共同テレビジョン

### 月曜サスペンスシリーズ (単発ドラマ)

#### 1986年

##### 夏樹静子サスペンス
夏樹静子の小説を原作とするテレビドラマシリーズ第1段。冒頭、夏樹静子インタビューが入る回がある。
1986年1月6日 - 4月28日放送。
東海映画社（現・ジャパンビジョン）制作ドラマは「夏樹静子劇場」として再放送されている。
- 主題歌
  - 蜃気楼（髙橋真梨子）

「夏樹静子劇場」として再放送される際は主題歌が変わる（河合奈保子「夢の跡から」（オープニング）/キム・ヨンジャ「かんにんや…」（エンディング））。「テレビ東京月曜9時枠の連続ドラマ#備考」も参照。
| 回数 | 放送日        | タイトル               | 主演       | 原作     | 脚本                | 監督       | 制作         |
| ---- | ------------- | ---------------------- | ---------- | -------- | ------------------- | ---------- | ------------ |
| 1    | 1986年 1月6日 | 動機なし               | 岩下志麻   | 夏樹静子 | 石松愛弘            | 森開逞次   | ジェイミック |
| 2    | 1月13日       | 独り旅                 | 桃井かおり | 夏樹静子 | 宮川一郎            | 神代辰巳   | 東海映画社   |
| 3    | 1月20日       | 死者の嘘               | 泉谷しげる | 夏樹静子 | 横光晃              | 恩地日出夫 | 東宝         |
| 4    | 1月27日       | 逃亡者                 | 佳那晃子   | 夏樹静子 | 押川國秋            | 大槻義一   | 東海映画社   |
| 5    | 2月3日        | 遠い秘密               | 高橋惠子   | 夏樹静子 | 加瀬高之            | 日高武治   | 東海映画社   |
| 6    | 2月10日       | 疑惑の五人! 私が殺した | 佐藤慶     | 夏樹静子 | 広井由美子 長坂秀佳 | 森開逞次   | ジェイミック |
| 7    | 2月17日       | ベビーホテル           | 市毛良枝   | 夏樹静子 | 大西信行            | 原田雄一   | ヴァンフィル |
| 8    | 2月14日       | 遺書をもう一度         | 手塚理美   | 夏樹静子 | 竹山洋              | 瀬木宏康   | 東宝         |
| 9    | 3月3日        | モーテルの毒           | 犬塚弘     | 夏樹静子 | 石松愛弘            | 日高武治   | 東海映画社   |
| 10   | 3月10日       | 突然の朝               | 大谷直子   | 夏樹静子 | 重森孝子            | 恩地日出夫 | ヴァンフィル |
| 11   | 3月17日       | 崖の上の女             | 和由布子   | 夏樹静子 | 須川栄三            | 岡林可典   | -            |
| 12   | 3月24日       | 質屋の扉               | 野口五郎   | 夏樹静子 | 竹山洋              | 岡屋龍一   | 東海映画社   |
| 13   | 3月31日       | 睡魔                   | 風間杜夫   | 夏樹静子 | 須川栄三            | 瀬木宏康   | 東宝         |
| 14   | 4月7日        | 偽りの凶器             | 大場久美子 | 夏樹静子 | 宮川一郎            | 岡屋龍一   | 東海映画社   |
| 15   | 4月14日       | 事故のいきさつ         | 松原智恵子 | 夏樹静子 | 加瀬高之            | 大槻義一   | 東海映画社   |
| 16   | 4月21日       | 遺書二つ               | 森下愛子   | 夏樹静子 | 北原優              | 逢坂勉     | 東宝         |
| 17   | 4月28日       | 二度とできない         | 松尾嘉代   | 夏樹静子 | 高村美智子          | 真船禎     | 東海映画社   |

##### 松本清張サスペンス 隠花の飾り
松本清張の短編小説集「隠花の飾り」を原作とするテレビドラマシリーズ。
1986年5月5日 - 6月30日放送。
| 回数 | 放送日        | タイトル   | 主演       | 脚本     | 監督       | 制作        |
| ---- | ------------- | ---------- | ---------- | -------- | ---------- | ----------- |
| 1    | 1986年 5月5日 | 記念に…    | 藤真利子   | 山田信夫 | 林宏樹     | 霧企画      |
| 2    | 5月12日       | 足袋       | 岩下志麻   | 宮川一郎 | 中島貞夫   | 松竹 霧企画 |
| 3    | 5月19日       | 見送って   | 司葉子     | 大藪郁子 | 鷹森立一   | 松竹 霧企画 |
| 4    | 5月26日       | 愛犬       | 小川真由美 | 大藪郁子 | 松尾昭典   | 松竹 霧企画 |
| 5    | 6月2日        | 箱根初詣で | 真野あずさ | 金子成人 | 広瀬襄     | 松竹 霧企画 |
| 6    | 6月9日        | 遺墨       | 大滝秀治   | 岩間芳樹 | 河野宏     | 松竹 霧企画 |
| 7    | 6月16日       | お手玉     | 野川由美子 | 柴英三郎 | 田中登     | 松竹 霧企画 |
| 8    | 6月23日       | 再春       | 檀ふみ     | 田中晶子 | 小田切成明 | 松竹 霧企画 |
| 9    | 6月30日       | 百円硬貨   | 池上季実子 | 宮川一郎 | 小澤啓一   | 松竹 霧企画 |

##### 現代怪奇サスペンス
夏の怪奇＆幻想シリーズ第1弾。
1986年7月7日 - 9月29日放送。
- 主題歌 - MEGALOPOLIS NOCTURNE（甲斐バンド）

| 回数 | 放送日        | タイトル                        | 主演       | 原作       | 脚本       | 監督     | 制作         |
| ---- | ------------- | ------------------------------- | ---------- | ---------- | ---------- | -------- | ------------ |
| 1    | 1986年 7月7日 | 狙われたジョギング              | 星野知子   | 夢枕獏     | 野波静雄   | 吉川一義 | 東映         |
| 2    | 7月14日       | 怖い贈り物                      | 田中好子   | 結城昌治   | 石井輝男   | 石井輝男 | ユニオン映画 |
| 3    | 7月21日       | 裸で殺そう 悪妻を上手に殺す方法 | 小川真由美 | 阿刀田高   | 重森孝子   | 瀬木宏康 | 東映         |
| 4    | 7月28日       | 背を見せた女!                   | 中野良子   | 渡辺淳一   | 塙五郎     | 鷹森立一 | 東映         |
| 5    | 8月4日        | 突然の訪問者                    | 仙道敦子   | のがみけい | 佐伯俊道   | 大室清   | テレパック   |
| 6    | 8月11日       | 蜘蛛                            | 山口崇     | 遠藤周作   | 石井輝男   | 石井輝男 | ユニオン映画 |
| 7    | 8月18日       | 鏡の中の男                      | 市毛良枝   | 阿刀田高   | 橋本綾     | 中島貞夫 | 東映         |
| 8    | 8月25日       | 哀しき超能力                    | 井上順     | 夢枕獏     | 矢島正雄   | 蔦林淳望 |              |
| 9    | 9月1日        | 誘惑 京都嵯峨野                 | 石田えり   | -          | 中村努     | 太田昭和 | 東映         |
| 10   | 9月8日        | この子だれの子?                 | 香山美子   | -          | 久保田圭司 | 真船禎   | テレパック   |
| 11   | 9月15日       | 結婚記念日                      | 萩原流行   | -          | 服部佳     | 岡林可典 | -            |
| 12   | 9月22日       | イジメは高くつく                | 佐藤浩市   | 夢枕獏     | 和久田正明 | 牧口雄二 | 東映         |
| 13   | 9月29日       | 赤いハイヒール                  | 石立鉄男   | 眉村卓     | 志村正浩   | 原田雄一 | 東映         |

##### 山村美紗サスペンス
山村美紗の小説を原作とするテレビドラマシリーズ第1弾。全作 狩矢警部シリーズ、主演：松方弘樹。
1986年10月6日 - 11月24日放送。
- 主題歌
  - 霧のリフレイン（倉橋ルイ華）
  - そして刹那より哀しく（倉橋ルイ華）

| 回数 | 放送日         | タイトル             | 脚本     | 監督     | 制作     | 備考                |
| ---- | -------------- | -------------------- | -------- | -------- | -------- | ------------------- |
| 1    | 1986年 10月6日 | 死人が夜ピアノを弾く | 中島貞夫 | 中島貞夫 | 東映     | 狩矢警部シリーズ1-8 |
| 2    | 10月13日       | 不用家族             | 高橋稔   | 牧口雄二 | 東映     | 狩矢警部シリーズ1-8 |
| 3    | 10月20日       | 殺意の河             | 宮川一郎 | 松尾昭典 | 京都映画 | 狩矢警部シリーズ1-8 |
| 4    | 10月27日       | 偽装の回路           | 中島貞夫 | 原田雄一 | 東映     | 狩矢警部シリーズ1-8 |
| 5    | 11月3日        | 死者の手のひら       | 中島貞夫 | 大洲斉   | 東映     | 狩矢警部シリーズ1-8 |
| 6    | 11月10日       | 長い髪の女           | 長野洋   | 太田昭和 | 京都映画 | 狩矢警部シリーズ1-8 |
| 7    | 11月17日       | 京菓子殺人事件       | 保利吉紀 | 長谷和夫 | 京都映画 | 狩矢警部シリーズ1-8 |
| 8    | 11月24日       | 虹への疾走           | 中村勝行 | 吉川一義 | 京都映画 | 狩矢警部シリーズ1-8 |

##### 西村京太郎サスペンス
西村京太郎の小説を原作とするテレビドラマシリーズ第1弾。
1986年12月1日 - 29日放送。
| 回数 | 放送日         | タイトル               | 主演       | 原作       | 脚本       | 監督     | 制作         |
| ---- | -------------- | ---------------------- | ---------- | ---------- | ---------- | -------- | ------------ |
| 1    | 1986年 12月1日 | 手を拍く猿             | 浅野温子   | 西村京太郎 | 小川英     | 斎藤光正 |              |
| 2    | 12月8日        | 女と刑事               | 大谷直子   | 西村京太郎 | 中田信一郎 | 林宏樹   | -            |
| 3    | 12月15日       | アカベ・伝説の島       | 藤真利子   | 西村京太郎 | 江連卓     | 井上昭   | 映像京都     |
| 4    | 12月22日       | 隣人愛・愛されて果てた | 浅野ゆう子 | 西村京太郎 | 大和屋竺   | 田中徳三 | 映像京都     |
| 5    | 12月29日       | ピンク・カード         | 音無美紀子 | 西村京太郎 | 大西信行   | 原田雄一 | ヴァンフィル |

#### 1987年

##### 森村誠一サスペンス
森村誠一の小説を原作とするテレビドラマシリーズ第1弾。
1987年2月2日 - 3月30日放送。
- 主題歌 - あこがれ/愛（ジョージ・ウィンストン）

| 回数 | 放送日        | タイトル                 | 主演       | 原作     | 脚本     | 監督     | 制作 |
| ---- | ------------- | ------------------------ | ---------- | -------- | -------- | -------- | ---- |
| 1    | 1987年 2月2日 | 殺意の重奏               | 中井貴惠   | 森村誠一 | 小森名津 | 井上昭   | 東宝 |
| 2    | 2月9日        | シンデレラスター殺人事件 | 小川真由美 | 森村誠一 | 石倉保志 | 河野宏   | 東宝 |
| 3    | 2月16日       | 中禅寺湖心中事件         | 真野あずさ | 森村誠一 | 岡本克己 | 加藤彰   | 東宝 |
| 4    | 2月23日       | 異型の深夜               | 石田えり   | 森村誠一 | 中村努   | 岡林可典 | 東宝 |
| 5    | 3月2日        | 死の代走者               | 加賀まりこ | 森村誠一 | 佐伯俊道 | 井上昭   | 東宝 |
| 6    | 3月9日        | 課長夫人売春事件         | 坂口良子   | 森村誠一 | 和泉聖治 | 帯盛迪彦 | 東宝 |
| 7    | 3月16日       | 虫の息                   | 美保純     | 森村誠一 | 竹山洋   | 河野宏   | 東宝 |
| 8    | 3月23日       | あるOLの復讐             | 川上麻衣子 | 森村誠一 | 古田求   | 河崎義祐 | 東宝 |
| 9    | 3月30日       | 派閥抗争殺人事件         | 伊東ゆかり | 森村誠一 | 内田栄一 | 瀬木宏康 | 東宝 |

##### 夏樹静子サスペンス（2）
夏樹静子の小説を原作とするテレビドラマシリーズ第2弾。
1987年4月6日 - 6月29日放送。
「夏樹静子劇場」の冠で再放送されている。
- 主題歌
  - そしてさよなら（五輪真弓）
  - 悲しみの選択（周真理）

| 回数 | 放送日        | タイトル         | 主演       | 原作     | 脚本                | 監督     | 制作             |
| ---- | ------------- | ---------------- | ---------- | -------- | ------------------- | -------- | ---------------- |
| 1    | 1987年 4月6日 | 妻のひとり旅     | 丘みつ子   | 夏樹静子 | 鴨井達比古 中井三夫 | 長谷和夫 | 東海映画社       |
| 2    | 4月13日       | 一億円は安すぎる | 水谷良重   | 夏樹静子 | 大藪郁子            | 井上昭   | 東海映画社       |
| 3    | 4月20日       | 誰知らぬ殺意     | 和由布子   | 夏樹静子 | 押川國秋            | 関本郁夫 | 東海映画社       |
| 4    | 4月27日       | 雪の別離         | 佐藤友美   | 夏樹静子 | 大西信行            | 長谷和夫 | 東海映画社       |
| 5    | 5月4日        | モンタージュ     | 沢田亜矢子 | 夏樹静子 | 石松愛弘            | 高橋繁男 | 東海映画社       |
| 6    | 5月11日       | 結婚しない       | 佳那晃子   | 夏樹静子 | 中村努              | 山崎一彦 | 東海映画社       |
| 7    | 5月18日       | 死ぬよりつらい   | 田中美佐子 | 夏樹静子 | 押川國秋            | 加藤彰   | 東海映画社       |
| 8    | 5月25日       | 砂の殺意         | 烏丸せつこ | 夏樹静子 | 石松愛弘            | 原田雄一 | 東海映画社       |
| 9    | 6月1日        | 闇よやさしく     | 榊原郁恵   | 夏樹静子 | 小川誠              |          | 東海映画社       |
| 10   | 6月8日        | 暁はもうこない   | 小川真由美 | 夏樹静子 | 村尾昭 関本郁夫     | 関本郁夫 | 東海映画社       |
| 11   | 6月15日       | 宅配便の女       | 宮下順子   | 夏樹静子 | 安本莞二            | 近沢駿   | 東海映画社       |
| 12   | 6月22日       | 燃えがらの証     | 萬田久子   | 夏樹静子 | 鴨井達比古          | 原田雄一 | 東海映画社       |
| 13   | 6月29日       | カビ             | 桃井かおり | 夏樹静子 | 小川英 蔵元三四郎   | 井上昭   | ジャパンビジョン |

##### 現代恐怖サスペンス
夏の怪奇＆幻想シリーズ第2弾。
1987年7月6日 - 8月31日放送。
- 主題歌 - 黒い瞳 〜アモーレ・ミオ〜（佐藤隆）

| 回数 | 放送日        | タイトル                              | 主演       | 原作         | 脚本              | 監督     | 制作         |
| ---- | ------------- | ------------------------------------- | ---------- | ------------ | ----------------- | -------- | ------------ |
| 1    | 1987年 7月6日 | ししゃもと未亡人                      | 小川真由美 | 阿刀田高     | 中村努            | 井上昭   | 東映         |
| 2    | 7月13日       | お望み通りの死体                      | 渡辺美佐子 | 阿刀田高     | 橋本綾            | 加藤彰   | 東映         |
| 3    | 7月20日       | 向田邦子の鮒 思いがけない形見         | 井上順     | 向田邦子     | 野波静雄          | 吉川一義 | 東映         |
| 4    | 7月27日       | 白昼の悪魔・狙われた人妻              | 堤大二郎   | 逢坂剛       | 長坂秀佳          | 長谷和夫 | テレパック   |
| 5    | 8月3日        | 誰かが夢を覗いてる あるOLの場合…      | 原田美枝子 | 阿刀田高     | 小川英 蔵元三四郎 | 神代辰巳 | ヴァンフィル |
| 6    | 8月10日       | ホラー・ペンション 女たちの好奇心     | 岡江久美子 | つのだじろう | 小川英 大川佳美   | 関本郁夫 | ヴァンフィル |
| 7    | 8月17日       | 消えた死体・美しき罠 真夏の夜の夢殺人 | 浅野ゆう子 | 逢坂剛       | 長坂秀佳          | 淡野健   | テレパック   |
| 8    | 8月24日       | 蜜の匂い・男と女の間                  | 星野知子   | 阿刀田高     | 中村努            | 吉川一義 | 東映         |
| 9    | 8月31日       | 猫と同じ色の闇                        | 范文雀     | 森真沙子     | 大和屋竺          | 林宏樹   | -            |

##### 女優競演サスペンス
1987年9月7日 - 10月26日放送。
- 主題歌 - SCREEN（西村由紀江）

| 回数 | 放送日        | タイトル             | 主演       | 原作       | 脚本     | 監督       | 制作         |
| ---- | ------------- | -------------------- | ---------- | ---------- | -------- | ---------- | ------------ |
| 1    | 1987年 9月7日 | 優しみの罠           | 大原麗子   | 渡辺淳一   | 竹山洋   | 中村金太   | ジェイミック |
| 2    | 9月14日       | ジェラシー           | 真野響子   | -          | 佐伯俊道 | 小田切正明 | ジェイミック |
| 3    | 9月21日       | 女の中の悪魔         | 中井貴惠   | 由起しげ子 | 小森名津 | 井上昭     | 東宝         |
| 4    | 9月28日       | さよならを言わないで | 木の実ナナ | -          | 岩間芳樹 | 石井輝男   | 東宝         |
| 5    | 10月5日       | ホテル               | 秋吉久美子 | 森瑤子     | 吉田剛   | 田中登     | 松竹         |
| 6    | 10月12日      | 別れの予感           | 秋吉久美子 | 森瑤子     | 田中晶子 | 仲倉重郎   | 松竹         |
| 7    | 10月19日      | タフガイが死んだ日   | 樋口可南子 | 市川森一   | 市川森一 | 瀬木宏康   | 松竹         |
| 8    | 10月26日      | 女と男               | 樋口可南子 | 冨川元文   | 冨川元文 | 横山博人   | 松竹         |

##### 京都サスペンス
京都を舞台とするテレビドラマシリーズ第1弾。
1987年11月2日 - 12月28日放送。

11月放送分は全作、山村美紗の短編小説集「花の寺殺人事件」収録作品を原作としている。
- 主題歌 - マイ・クラシック（佐藤隆）

| 回数 | 放送日         | タイトル                         | 主演       | 原作     | 脚本     | 監督     | 制作     | 備考              |
| ---- | -------------- | -------------------------------- | ---------- | -------- | -------- | -------- | -------- | ----------------- |
| 1    | 1987年 11月2日 | 彼岸花が死を招く・花の寺殺人事件 | 小川真由美 | 山村美紗 | 押川國秋 | 井上昭   | 東映     |                   |
| 2    | 11月9日        | 月下美人殺人事件                 | 伊藤蘭     | 山村美紗 | 古田求   | 田中徳三 | 映像京都 |                   |
| 3    | 11月16日       | 柩の中に藤の花を                 | 藤真利子   | 山村美紗 | 大西信行 | 工藤栄一 | 京都映画 |                   |
| 4    | 11月23日       | 芙蓉の花は血の色                 | 大場久美子 | 山村美紗 | 大西信行 | 岡屋龍一 | 京都映画 |                   |
| 5    | 11月30日       | 石楠花の咲く寺                   | 松方弘樹   | 山村美紗 | 橋本綾   | 吉川一義 | 東映     | 狩矢警部シリーズ9 |
| 6    | 12月7日        | 緋色の記憶                       | 高橋ひとみ | 日下圭介 | 野波静雄 | 山崎一彦 |          |                   |
| 7    | 12月14日       | ほたる草心中                     | 范文雀     | 小杉健治 | 中村努   | 井上昭   | 京都映画 |                   |
| 8    | 12月21日       | 間違い電話                       | 寺田農     | 日下圭介 | 押川國秋 | 小川誠   |          |                   |
| 9    | 12月28日       | 出町の柳                         | 長山藍子   | 水上勉   | 中村努   | 吉川一義 | 東映     |                   |

#### 1988年

##### 女性作家サスペンス
女流作家の小説を原作とするテレビドラマシリーズ。
1988年1月4日 - 3月28日放送。
- 主題歌 - 恋人たちの神話（テレサ・テン）

| 回数 | 放送日        | タイトル             | 主演       | 原作       | 脚本            | 監督     | 制作          | 備考                                     |
| ---- | ------------- | -------------------- | ---------- | ---------- | --------------- | -------- | ------------- | ---------------------------------------- |
| 1    | 1988年 1月4日 | Mの悲劇              | 名取裕子   | 夏樹静子   | 神代辰巳 竹山洋 | 神代辰巳 | 東海映画社    | 「夏樹静子劇場」の冠で再放送されている。 |
| 2    | 1月11日       | Mの悲劇              | 名取裕子   | 夏樹静子   | 神代辰巳 竹山洋 | 神代辰巳 | 東海映画社    | 「夏樹静子劇場」の冠で再放送されている。 |
| 3    | 1月18日       | Mの悲劇              | 名取裕子   | 夏樹静子   | 神代辰巳 竹山洋 | 神代辰巳 | 東海映画社    | 「夏樹静子劇場」の冠で再放送されている。 |
| 4    | 1月25日       | 車影、死者の使い     | 丘みつ子   | 小池真理子 | 橋本綾          | 牧口雄二 | 東映          |                                          |
| 5    | 2月1日        | 人生の定年           | 大谷直子   | 曽野綾子   | 安倍徹郎        | 日高武冶 | 東宝          |                                          |
| 6    | 2月8日        | 攻撃は最低の防御     | 榊原郁恵   | 落合恵子   | 小森名津        | 井上昭   | 東宝          |                                          |
| 7    | 2月15日       | 不運な忘れ物         | 片平なぎさ | 小池真理子 | 野波静雄        | 吉川一義 | 東映          |                                          |
| 8    | 2月22日       | 燃え尽きるまで       | 佐藤友美   | 森真沙子   | 山田信夫        | 林宏樹   | -             |                                          |
| 9    | 2月29日       | 蔵の中               | 太地喜和子 | 津村節子   | 大藪郁子        | 田中登   | 松竹          |                                          |
| 10   | 3月7日        | 別れた理由           | 中原理恵   | 森瑤子     | 秋田佐知子      | 岡屋龍一 | G・カンパニー |                                          |
| 11   | 3月14日       | 沈黙                 | 藤真利子   | 森瑤子     | 鹿水晶子        | 小谷承靖 | G・カンパニー |                                          |
| 12   | 3月21日       | 晩餐会               | 栗原小巻   | 森瑤子     | 香取俊介        | 吉田憲二 | 松竹          |                                          |
| 13   | 3月28日       | カフェ・オリエンタル | 桃井かおり | 森瑤子     | 中村努          | 神代辰巳 | G・カンパニー |                                          |

##### 乱歩賞作家サスペンス
乱歩賞作家の小説を原作とするテレビドラマシリーズ第1弾。
1988年4月4日 - 6月27日放送。
- 主題歌 - ランダム（石黒ケイ）

| 回数 | 放送日        | タイトル                 | 主演         | 原作       | 脚本       | 監督       | 制作       |
| ---- | ------------- | ------------------------ | ------------ | ---------- | ---------- | ---------- | ---------- |
| 1    | 1988年 4月4日 | 完全犯罪の使者           | 池上季実子   | 森村誠一   | 小森名津   | 井上昭     | 東宝       |
| 2    | 4月11日       | 庭付き一戸建て殺人       | 岡江久美子   | 斎藤栄     | 大工原正泰 | 広瀬襄     | 松竹       |
| 3    | 4月18日       | 友よ、松江で             | 田中美佐子   | 西村京太郎 | 竹山洋     | 吉川一義   | 東映       |
| 4    | 4月25日       | かあちゃんは犯人じゃない | ちあきなおみ | 仁木悦子   | 押川國秋   | 林宏樹     | -          |
| 5    | 5月2日        | シンデレラな未亡人       | 泉ピン子     | 中津文彦   | 香取俊介   | 瀬木宏康   | 東宝       |
| 6    | 5月9日        | その夜、死はウインクした | 小川知子     | 山崎洋子   | 古田求     | 小田切成明 | アズバーズ |
| 7    | 5月16日       | 天国への階段             | 岩下志麻     | 栗本薫     | 橋本綾     | 井上昭     | 東映       |
| 8    | 5月23日       | 影を愛したわたし         | 石田えり     | 海渡英祐   | 服部ケイ   | 小田切正明 | 松竹       |
| 9    | 5月30日       | ころす・の・よ           | 片平なぎさ   | 日下圭介   | 田中晶子   | 岡屋龍一   |            |
| 10   | 6月6日        | 罠の中の七面鳥           | 浅野ゆう子   | 岡嶋二人   | 渡辺千明   | 崔洋一     | 東映       |
| 11   | 6月13日       | 魔少女                   | 丘みつ子     | 小林久三   | 橋本綾     | 杉村六郎   | 東宝       |
| 12   | 6月20日       | 不吉な福の神             | 水谷良重     | 多岐川恭   | 田上雄     | 田中登     | 松竹       |
| 13   | 6月27日       | 三年目の疑惑             | 藤真利子     | 和久峻三   | 中村努     | 吉川一義   | 東映       |

##### 現代恐怖サスペンス（2）
夏の怪奇＆幻想シリーズ第3弾。1988年7月4日 - 8月29日放送。
- 主題歌 - ダウン・トレイン（MUTE BEAT）

| 回数 | 放送日        | タイトル                                   | 主演       | 原作       | 脚本       | 監督       | 制作         |
| ---- | ------------- | ------------------------------------------ | ---------- | ---------- | ---------- | ---------- | ------------ |
| 1    | 1988年 7月4日 | 選ばれた女                                 | 秋野暢子   | 連城三紀彦 | 小森名津   | 井上昭     | 東宝         |
| 2    | 7月11日       | 大吉大凶                                   | 萬田久子   | 半村良     | 押川國秋   | 小川誠     |              |
| 3    | 7月18日       | 無邪気な女                                 | 川上麻衣子 | 阿刀田高   | 高村美智子 | 小田切成明 | アズバーズ   |
| 4    | 7月25日       | 赤の追想                                   | 樋口可南子 | 泡坂妻夫   | 竹山洋     | 小山幹夫   | ユニオン映画 |
| 5    | 8月1日        | 閉じた窓 裏庭に芽吹いた季節はずれの死体が… | 松尾嘉代   | 阿刀田高   | 鹿水晶子   | 舛田利雄   | 東映         |
| 6    | 8月8日        | 朱いドレス                                 | 田中美佐子 | 阿刀田高   | 香取俊介   | 吉川一義   |              |
| 7    | 8月15日       | 人生の楽しみ                               | 美保純     | 阿刀田高   | 桃井章     | 小田切正明 | 東宝         |
| 8    | 8月22日       | すてきな三にんぐみ 柩から蘇った幽霊        | 石野真子   | 中津文彦   | 橋本信吾   | 長谷和夫   | 東映         |
| 9    | 8月29日       | エナメルの靴                               | 高橋惠子   | 佐野洋     | 竹山洋     | 斎藤光正   | ユニオン映画 |

##### 松本清張サスペンス
松本清張の小説を原作とするテレビドラマシリーズ第2弾。
1988年9月5日 - 26日放送。
| 回数 | 放送日        | タイトル       | 主演       | 原作     | 脚本     | 監督     | 制作        |
| ---- | ------------- | -------------- | ---------- | -------- | -------- | -------- | ----------- |
| 1    | 1988年 9月5日 | 潜在光景       | 水谷豊     | 松本清張 | 岩間芳樹 | 富本壮吉 | 松竹 霧企画 |
| 2    | 9月12日       | 愛と空白の共謀 | 岡江久美子 | 松本清張 | 大藪郁子 | 松尾昭典 | 松竹 霧企画 |
| 3    | 9月19日       | 拐帯行         | 石橋保     | 松本清張 | 冨川元文 | 栗山富夫 | 松竹 霧企画 |
| 4    | 9月26日       | 年下の男       | 小川真由美 | 松本清張 | 田中晶子 | 加藤彰   | 松竹 霧企画 |

##### 京都サスペンス（2）
京都を舞台とするテレビドラマシリーズ第2弾。
1988年10月3日 - 12月26日放送。
- 主題歌 - 失楽園（佐藤隆）

| 回数 | 放送日         | タイトル                         | 主演       | 原作     | 脚本       | 監督       | 制作          | 備考               |
| ---- | -------------- | -------------------------------- | ---------- | -------- | ---------- | ---------- | ------------- | ------------------ |
| 1    | 1988年 10月3日 | 京都夏祭り殺人事件               | 賀来千香子 | 山村美紗 | 小森名津   | 日高武治   | 東宝          |                    |
| 2    | 10月10日       | 京都の祭りで人が死ぬ・鞍馬の火祭 | 松方弘樹   | 山村美紗 | 小森名津   | 吉川一義   | 東映          | 狩矢警部シリーズ10 |
| 3    | 10月17日       | 妻たちのパスポート               | 藤真利子   | 山村美紗 | 押川國秋   | 岡屋龍一   | 京都映画      |                    |
| 4    | 10月24日       | 灯篭踊りのアリバイ               | 伊藤麻衣子 | 山村美紗 | 大和屋竺   | 吉田啓一郎 | 映像京都      |                    |
| 5    | 10月31日       | 嵯峨野の月が死を誘う             | 秋野暢子   | 山村美紗 | 服部ケイ   | 関本郁夫   | 京都映画      |                    |
| 6    | 11月7日        | 京絵皿の秘密殺人                 | マリアン   | 山村美紗 | 桃井章     | 土屋統吾郎 | 東宝          | キャサリンシリーズ |
| 7    | 11月14日       | 曲水の宴・華やかな殺意           | 松方弘樹   | 山村美紗 | 古田求     | 長谷部安春 | 東映          | 狩矢警部シリーズ11 |
| 8    | 11月28日       | 二夜の女                         | 眞野あずさ | 多岐川恭 | 鹿水晶子   | 岡屋龍一   | G・カンパニー |                    |
| 9    | 12月5日        | 清水坂おもいで小路               | 松原千明   | 仁木悦子 | 中村努     | 井上昭     | 映像京都      |                    |
| 10   | 12月12日       | あじさい色のレディ               | 浅野ゆう子 | 山崎洋子 | 高村美智子 | 高橋伴明   | G・カンパニー |                    |
| 11   | 12月19日       | 妖虫の棲む家                     | 佳那晃子   | 和久峻三 |            | 谷口俊哉   | -             |                    |
| 12   | 12月26日       | マルゴォの杯                     | 岩下志麻   | 赤江瀑   | 小森名津   | 山下耕作   | 東映          |                    |

#### 1989年

##### 直木賞作家サスペンス
直木賞作家の小説を原作とするテレビドラマシリーズ第1弾。
1989年1月16日 - 3月27日放送。
- 主題歌 - 最後の言い訳（德永英明）

| 回数 | 放送日         | タイトル             | 主演       | 原作       | 脚本            | 監督       | 制作               | 備考              |
| ---- | -------------- | -------------------- | ---------- | ---------- | --------------- | ---------- | ------------------ | ----------------- |
| 1    | 1989年 1月16日 | 白い花               | 松原千明   | 連城三紀彦 | 鹿水晶子        | 吉川一義   | 東映               |                   |
| 2    | 1月23日        | 死の証人             | 沢田亜矢子 | 逢坂剛     | 小森名津        | 長谷部安春 | 東宝               |                   |
| 3    | 1月30日        | 大根の月             | 萬田久子   | 向田邦子   | 大藪郁子        | 田中登     | 松竹               |                   |
| 4    | 2月6日         | ブルースはお好き     | 山﨑努     | 胡桃沢耕史 | 岩佐憲一 今野勉 | 白井博     | テレビマンユニオン |                   |
| 5    | 2月13日        | 隣家の寝室           | 松方弘樹   | 阿部牧郎   | 鹿水晶子        | 舛田利雄   | 東映               | 立石警部シリーズ1 |
| 6    | 2月20日        | 賀茂の蜩             | 山本陽子   | 水上勉     | 中村努          | 井上昭     | 東映               |                   |
| 7    | 2月27日        | 欺かれた法廷         | 杉浦直樹   | 佐木隆三   | 布勢博一        | 小谷承靖   | 東宝               |                   |
| 8    | 3月6日         | 持ち逃げ             | 西城秀樹   | 三好徹     | 田中晶子        | 小田切成明 | 松竹               |                   |
| 9    | 3月13日        | ドント・ディスターブ | 美保純     | 山口洋子   | 押川國秋        | 笠置高弘   | -                  |                   |
| 10   | 3月20日        | 影の殺意             | 田中美佐子 | 結城昌治   | 斎藤博          | 中原俊     | 東映               |                   |
| 11   | 3月27日        | 魔除け               | 遥くらら   | 阿刀田高   | 服部ケイ        | 白井博     | テレビマンユニオン |                   |

##### 乱歩賞作家サスペンス（2）
乱歩賞作家の小説を原作とするテレビドラマシリーズ第2弾。
1989年4月3日 - 7月3日放送。
- 主題歌 - 美人薄命（アン・ルイス）

| 回数 | 放送日        | タイトル                     | 主演       | 原作       | 脚本       | 監督       | 制作         | 備考              |
| ---- | ------------- | ---------------------------- | ---------- | ---------- | ---------- | ---------- | ------------ | ----------------- |
| 1    | 1989年 4月3日 | 闇の中から                   | 浅野ゆう子 | 戸川昌子   | 小森名津   | 日高武治   | 東映         |                   |
| 2    | 4月10日       | 許された日々                 | 石田えり   | 多岐川恭   | 小森名津   | 松原信吾   | 松竹         |                   |
| 3    | 4月17日       | 遮断機の下りる時             | 水谷豊     | 仁木悦子   | 鹿水晶子   | 和泉聖治   | ユニオン映画 |                   |
| 4    | 4月24日       | 真夜中の外人墓地             | 古尾谷雅人 | 斎藤栄     | 田中晶子   | 田中登     | 松竹         |                   |
| 5    | 5月1日        | 騒々しい悪魔                 | 水谷良重   | 山崎洋子   | 服部ケイ   | 土屋統吾郎 | 東宝         |                   |
| 6    | 5月8日        | 二十年目のファースト・キッス | 岡江久美子 | 中津文彦   | 小森名津   | 日高武治   | 東宝         |                   |
| 7    | 5月15日       | 雪の蛍                       | 中田喜子   | 森村誠一   | 鹿水晶子   | 吉川一義   | 東映         |                   |
| 8    | 5月22日       | 仮面の欲望                   | 根津甚八   | 西村京太郎 | 竹山洋     | 斎藤光正   | ユニオン映画 |                   |
| 9    | 5月29日       | 出張の夜                     | 桃井かおり | 小林久三   | 岸田理生   | 林宏樹     | -            |                   |
| 10   | 6月5日        | まだ眠らない                 | 鳥越まり   | 海渡英祐   | 押川國秋   | 広瀬襄     | 松竹         |                   |
| 11   | 6月12日       | 美談の裏側                   | 渡辺裕之   | 伴野朗     | 大工原正泰 | 長尾啓司   | 松竹         |                   |
| 12   | 6月19日       | 凶悪のマース                 | 井上順     | 石井敏弘   | 桃井章     | 新城卓     | 東宝         |                   |
| 13   | 6月26日       | 暗い光                       | かたせ梨乃 | 日下圭介   | 中村努     | 比嘉一郎   | 東映         |                   |
| 14   | 7月3日        | いとしのエリーをもう一度     | 原田美枝子 | 栗本薫     | 西岡琢也   | 黒沢直輔   | 東映         | カルメンシリーズ1 |

##### 現代神秘サスペンス
夏の怪奇＆幻想シリーズ第4弾。
1989年7月10日 - 9月25日放送。
- 主題歌 - 哀愁のモニュメント（リリ&スージー）

| 回数 | 放送日         | タイトル           | 主演       | 原作       | 脚本     | 監督       | 制作          |
| ---- | -------------- | ------------------ | ---------- | ---------- | -------- | ---------- | ------------- |
| 1    | 1989年 7月10日 | 三階の魔女         | 十朱幸代   | 山崎洋子   | 小森名津 | 山下耕作   | 東映          |
| 2    | 7月17日        | 青い髪の人魚       | 小川知子   | 山崎洋子   | 神波史男 | 小田切成明 | アズバーズ    |
| 3    | 7月24日        | 人形と暮らす女     | 藤真利子   | 山崎洋子   | 服部ケイ | 小谷承靖   | 東宝          |
| 4    | 7月31日        | 六本木メランコリー | 岩下志麻   | 山崎洋子   | 鹿水晶子 | 吉川一義   | 東映          |
| 5    | 8月7日         | あなたのいない夜   | 小川真由美 | 山崎洋子   | 冨川元文 | 広瀬襄     | 松竹          |
| 6    | 8月14日        | 自宅の妾宅         | 高田純次   | 嵐山光三郎 | 佐伯俊道 | 小沼勝     | G・カンパニー |
| 7    | 8月21日        | 魔女の系譜         | 夏樹陽子   | 田中文雄   | 大和屋竺 |            |               |
| 8    | 8月28日        | もうひとつの世界   | 古尾谷雅人 | 阿刀田高   | 小森名津 | 井上昭     | 東宝          |
| 9    | 9月4日         | 還り雛伝説考       | 石野真子   | 森真沙子   |          |            |               |
| 10   | 9月11日        | 友を裏切るなかれ   | 佐藤B作    | 阿刀田高   |          |            | アズバーズ    |
| 11   | 9月18日        | 間違った死に場所   | 浅野ゆう子 | 小池真理子 | 橋本以蔵 | 岡林可典   | 東映          |
| 12   | 9月25日        | 女難の季節         | 春風亭小朝 | 星新一     | 田中晶子 | 広瀬襄     | 松竹          |

##### 京都サスペンス（3）
京都を舞台とするテレビドラマシリーズ第3弾。
1989年10月2日 - 12月25日放送。
11月20日はドラマスペシャル「父子の対話」放送のため休止。
- 主題歌 - 理不尽な恋（久野かおり）

| 回数 | 放送日         | タイトル             | 主演         | 原作       | 脚本     | 監督       | 制作          | 備考              |
| ---- | -------------- | -------------------- | ------------ | ---------- | -------- | ---------- | ------------- | ----------------- |
| 1    | 1989年 10月2日 | 六条執念             | 小川真由美   | 木々高太郎 | 中村努   | 井上昭     | 京都映画      |                   |
| 2    | 10月9日        | 残酷な旅路           | 水谷良重     | 山村美紗   | 服部ケイ | 山根成之   | 松竹          |                   |
| 3    | 10月16日       | ハワイから来た殺人者 | 松方弘樹     | 阿部牧郎   | 鹿水晶子 | 田中登     | 東映          | 立石警部シリーズ2 |
| 4    | 10月23日       | 十年                 | 松崎しげる   | 小杉健治   |          |            | 東宝          |                   |
| 5    | 10月30日       | 夕顔の寺殺人事件     | 藤真利子     | 山村美紗   | 小森名津 | 岡屋龍一   | 松竹          |                   |
| 6    | 11月6日        | ほたる式部秘抄       | 五十嵐めぐみ | 皆川博子   | 石原武龍 | 長谷部安春 | G・カンパニー |                   |
| 7    | 11月13日       | 美しき殺意           | 黒木瞳       | 平岩弓枝   | 中村努   | 井上昭     | 京都映画      |                   |
| 8    | 11月27日       | 靴の行方             | 増田惠子     | 阿刀田高   |          | 小谷承靖   | 東宝          |                   |
| 9    | 12月4日        | 雪の宿               | 奥田瑛二     | 連城三紀彦 | 丸内敏治 | 西村昭五郎 | G・カンパニー |                   |
| 10   | 12月11日       | 桜の寺殺人事件       | 田中美佐子   | 山村美紗   | 小森名津 | 山田大樹   | 東映          |                   |
| 11   | 12月18日       | 折れた鉛筆           | 長門裕之     | 佐野洋     | 押川國秋 | 笠置高弘   | -             |                   |
| 12   | 12月25日       | 霊山の舞扇           | いしだあゆみ | 水上勉     | 中村努   | 吉川一義   | 東映          |                   |

#### 1990年

##### 直木賞作家サスペンス（2）
直木賞作家の小説を原作とするテレビドラマシリーズ第2弾。
1990年1月8日 - 3月26日放送。
- 主題歌 - イン・ユア・アイズ（マラ・ゲッツ）

| 回数 | 放送日        | タイトル           | 主演       | 原作       | 脚本     | 監督       | 制作          | 備考              |
| ---- | ------------- | ------------------ | ---------- | ---------- | -------- | ---------- | ------------- | ----------------- |
| 1    | 1990年 1月8日 | 夜の探偵           | 大原麗子   | 村松友視   | 竹山洋   | 中村金太   | ユニオン映画  |                   |
| 2    | 1月15日       | 会長の遺産         | 松方弘樹   | 阿部牧郎   | 鹿水晶子 | 岡林可典   | 東映          | 立石警部シリーズ3 |
| 3    | 1月22日       | 恋の残り           | 小川真由美 | 阿刀田高   | 小森名津 | 小谷承靖   | 東宝          |                   |
| 4    | 1月29日       | 魅惑されて         | 萬田久子   | 有明夏夫   | 小森名津 | 田中登     | 松竹          |                   |
| 5    | 2月5日        | 氷の家             | 高田純次   | 志茂田景樹 | いずみ玲 | 和泉聖治   | G・カンパニー |                   |
| 6    | 2月12日       | 新宿花園神社       | 岡江久美子 | 山口洋子   | 冨川元文 | 吉田憲二   | 松竹          |                   |
| 7    | 2月19日       | 紅の舌             | 佐藤浩市   | 連城三紀彦 |          | 山田大樹   | 東映          |                   |
| 8    | 2月26日       | 三角波             | 早見優     | 向田邦子   | 竹山洋   | 斎藤光正   | ユニオン映画  |                   |
| 9    | 3月5日        | ふたしかな殺意     | 野口五郎   | 三好徹     | 桃井章   | 岡屋龍一   | 東宝          |                   |
| 10   | 3月12日       | 脱出               | 佳那晃子   | 藤堂志津子 | 小池康生 |            | -             |                   |
| 11   | 3月19日       | 隅田川セレナーデ   | 若村麻由美 | 胡桃沢耕史 | 西岡琢也 | 西村昭五郎 | G・カンパニー |                   |
| 12   | 3月26日       | 後追い心中・桜の涙 | 植木等     | 戸板康二   | 鹿水晶子 | 馬場昭格   | 東映          |                   |

##### 山村美紗サスペンス（2）
山村美紗の小説を原作とするテレビドラマシリーズ第2弾。
1990年4月2日 - 30日放送。
- 主題歌 - イン・ユア・アイズ（マラ・ゲッツ）

| 回数 | 放送日        | タイトル             | 主演             | 原作     | 脚本       | 監督     | 制作          | 備考                |
| ---- | ------------- | -------------------- | ---------------- | -------- | ---------- | -------- | ------------- | ------------------- |
| 1    | 1990年 4月2日 | 哲学の小径の少女     | 三田寛子         | 山村美紗 | 小森名津   | 杉村六郎 | 京都映画 松竹 |                     |
| 2    | 4月9日        | 京都恋の宿殺人事件   | 田中美佐子       | 山村美紗 | 小森名津   | 長谷和夫 | 東映          |                     |
| 3    | 4月16日       | 伏見初うま殺人事件   | 松方弘樹         | 山村美紗 | 押川國秋   | 関本郁夫 | 東映          | 狩矢警部シリーズ12  |
| 4    | 4月23日       | 水仙の花言葉は死     | 真野あずさ       | 山村美紗 | 秋田佐知子 | 岡屋龍一 | 京都映画 松竹 | 女検視官・江夏冬子1 |
| 5    | 4月30日       | 死を呼ぶ醍醐の桜狩り | ヒロコ・グレース | 山村美紗 | 田上雄     | 原田雄一 | 東映          | キャサリンシリーズ  |

##### 西村京太郎サスペンス（2）
西村京太郎の小説を原作とするテレビドラマシリーズ第2弾。
1990年5月7日 - 28日放送。
- 主題歌 - イン・ユア・アイズ（マラ・ゲッツ）

| 回数 | 放送日        | タイトル               | 主演       | 原作       | 脚本     | 監督       | 制作         |
| ---- | ------------- | ---------------------- | ---------- | ---------- | -------- | ---------- | ------------ |
| 1    | 1990年 5月7日 | トンネルに消えた…      | 藤田朋子   | 西村京太郎 | 奥村俊雄 | 小山幹夫   | ユニオン映画 |
| 2    | 5月14日       | 殺しのインターチェンジ | 古尾谷雅人 | 西村京太郎 | 小森名津 | 長谷和夫   |              |
| 3    | 5月21日       | 脅迫者                 | 柴俊夫     | 西村京太郎 | 桃井章   | 西村昭五郎 | ユニオン映画 |
| 4    | 5月28日       | 午後九時の目撃者       | 鳥越マリ   | 西村京太郎 | 布勢博一 | 小谷承靖   | 東宝         |

##### 夏樹静子サスペンス（3）
夏樹静子の小説を原作とするテレビドラマシリーズ第3弾。
1990年6月4日 - 25日放送。
- 主題歌 - エスメラルダ（佐藤隆）

| 回数 | 放送日        | タイトル     | 主演       | 原作     | 脚本     | 監督     | 制作       |
| ---- | ------------- | ------------ | ---------- | -------- | -------- | -------- | ---------- |
| 1    | 1990年 6月4日 | 凍え         | 桃井かおり | 夏樹静子 | 木々高治 | 林宏樹   | -          |
| 2    | 6月11日       | 蒼ざめた告発 | 美保純     | 夏樹静子 | 大藪郁子 | 広瀬襄   | 松竹       |
| 3    | 6月18日       | 狙われて     | 大谷直子   | 夏樹静子 | 安倍徹郎 | 岡屋龍一 | 東宝       |
| 4    | 6月25日       | 故人の名刺   | 浅田美代子 | 夏樹静子 | 岸田理生 | 塚田哲也 | アズバーズ |

##### 阿刀田高サスペンス
阿刀田高の小説を原作とするテレビドラマシリーズ。
1990年7月2日 - 30日放送。
- 主題歌 - エスメラルダ（佐藤隆）

| 回数 | 放送日        | タイトル           | 主演       | 原作     | 脚本     | 監督       | 制作          |
| ---- | ------------- | ------------------ | ---------- | -------- | -------- | ---------- | ------------- |
| 1    | 1990年 7月2日 | 海が呼ぶ           | 萬田久子   | 阿刀田高 | 中村努   | 小川誠     | 東映          |
| 2    | 7月9日        | 趣味を持つ女       | 檀ふみ     | 阿刀田高 | 佐伯俊道 | 猪崎宣昭   | G・カンパニー |
| 3    | 7月16日       | 法則のある死体たち | 佐藤浩市   | 阿刀田高 | 西岡琢也 | 黒沢直輔   | 東映          |
| 4    | 7月23日       | 見えない窓         | 相楽晴子   | 阿刀田高 | 鹿水晶子 | 西村昭五郎 | G・カンパニー |
| 5    | 7月30日       | 道連れ             | かたせ梨乃 | 阿刀田高 | 小森名津 | 田中登     | 松竹          |

##### 森村誠一サスペンス（2）
森村誠一の小説を原作とするテレビドラマシリーズ第2弾。
1990年8月6日 - 27日放送。
- 主題歌 - エスメラルダ（佐藤隆）

| 回数 | 放送日        | タイトル   | 主演       | 原作     | 脚本     | 監督     | 制作 |
| ---- | ------------- | ---------- | ---------- | -------- | -------- | -------- | ---- |
| 1    | 1990年 8月6日 | 死導標     | 藤真利子   | 森村誠一 | 橋本綾   | 長尾啓司 | 松竹 |
| 2    | 8月13日       | 文学中毒症 | 多岐川裕美 | 森村誠一 | 小森名津 | 井上昭   | 東宝 |
| 3    | 8月20日       | 喪中欠礼   | 田村高廣   | 森村誠一 | 鹿水晶子 | 小中肇   | 東映 |
| 4    | 8月27日       | 夜の声     | 范文雀     | 森村誠一 | 水谷龍二 | 岡屋龍一 | 東宝 |

##### 結城昌治サスペンス
結城昌治の小説を原作とするテレビドラマシリーズ。
1990年9月3日 - 24日放送。
- 主題歌 - 夜を往け（中島みゆき）

| 回数 | 放送日        | タイトル                    | 主演       | 原作     | 脚本     | 監督     | 制作 |
| ---- | ------------- | --------------------------- | ---------- | -------- | -------- | -------- | ---- |
| 1    | 1990年 9月3日 | 諦めない男 愛されすぎて怖い | 川上麻衣子 | 結城昌治 | 相葉芳久 | 山根成之 | 松竹 |
| 2    | 9月10日       | 女の檻                      | 沢田亜矢子 | 結城昌治 |          |          |      |
| 3    | 9月17日       | 噛む女                      | 西岡德馬   | 結城昌治 |          |          |      |
| 4    | 9月24日       | すばらしい偶然              | 萩原流行   | 結城昌治 |          | 吉川一義 | 東宝 |

##### 現代推理サスペンス
1990年10月1日 - 1991年3月25日放送。
- 主題歌
  - 夜を往け（中島みゆき）（1990年12月まで）
  - 好き（エイミ・カリーナ）（1991年1月から）

| 回数 | 放送日         | タイトル                             | 主演         | 原作       | 脚本       | 監督       | 制作          | 備考                |
| ---- | -------------- | ------------------------------------ | ------------ | ---------- | ---------- | ---------- | ------------- | ------------------- |
| 1    | 1990年 10月1日 | 熱い風 女探偵加奈子の遺産            | 十朱幸代     | -          | 竹山洋     | 岡林可典   |               |                     |
| 2    | 10月8日        | ねじれた偶像                         | 多岐川裕美   | 小池真理子 |            |            |               |                     |
| 3    | 10月15日       | 嘘つき スワヒリ男とサバを読む女      | 大谷直子     | 阿刀田高   | 小森名津   | 田中登     | 松竹          |                     |
| 4    | 10月22日       | エンドレス・ナイト                   | 藤真利子     | 東野圭吾   | 西岡琢也   | 西村昭五郎 | G・カンパニー |                     |
| 5    | 10月29日       | 夢見る女刑事                         | 浅野ゆう子   | 胡桃沢耕史 | 鹿水晶子   | 吉川一義   | 東映          |                     |
| 6    | 11月5日        | 二時から五時までのブルース           | 原田美枝子   | 栗本薫     | 西岡琢也   | 山田大樹   |               | カルメンシリーズ2   |
| 7    | 11月12日       | 透明な糸                             | ちあきなおみ | 日下圭介   | 橋本綾     | 広瀬襄     | 松竹          |                     |
| 8    | 11月19日       | 蜜の肌                               | 中野良子     | 山崎洋子   |            |            |               |                     |
| 9    | 11月26日       | 銀色のフラスク                       | 増田惠子     | 阿刀田高   | 小森名津   | 西村昭五郎 | ユニオン映画  |                     |
| 10   | 12月3日        | ブルーレディに熱い夢                 | 相楽晴子     | 山崎洋子   | 小森名津   | 小沼勝     | 東宝          |                     |
| 11   | 12月10日       | トワイライトはいつも雨降り           | 長山洋子     | 野村正樹   | 田中晶子   | 小中肇     | 東映          |                     |
| 12   | 12月17日       | 骨の証言                             | 真野あずさ   | 山村美紗   | 小森名津   | 岡屋龍一   | 松竹 京都映画 | 女検視官・江夏冬子2 |
| 13   | 12月24日       | 灰の降るイブ                         | 高樹澪       | 勝目梓     | 野沢尚     | 猪崎宣昭   | G・カンパニー |                     |
| 14   | 1991年 1月7日  | 二重生活                             | 大原麗子     | 連城三紀彦 | 竹山洋     | 中村金太   | ユニオン映画  |                     |
| 15   | 1月14日        | 悪者は誰? 愛妻が選ぶ、甘く危険な関係 | 長谷直美     | 小池真理子 |            |            |               |                     |
| 16   | 1月21日        | 北野踊り                             | 梶芽衣子     | 水上勉     | 中村努     | 吉川一義   |               |                     |
| 17   | 1月28日        | 雪の降る夜 血染めの友情              | 梨本謙次郎   | 結城昌治   | 冨川元文   | 田中登     | 松竹          |                     |
| 18   | 2月4日         | 赤い証言                             | 松原千明     | 小杉健治   | 鹿水晶子   | 斉藤信幸   |               |                     |
| 19   | 2月11日        | 死者からの葉書                       | 榊原郁恵     | 佐野洋     | 高村美智子 | 土屋統吾郎 | 東宝          |                     |
| 20   | 2月25日        | たそがれ色の微笑                     | 岩下志麻     | 連城三紀彦 | 橋本綾     | 山下耕作   |               |                     |
| 21   | 3月4日         | 乗り合わせた客                       | 高田純次     | 中津文彦   | 小林竜雄   | 岡康季     | G・カンパニー |                     |
| 22   | 3月11日        | 男性復活祭                           | 松方弘樹     | 阿部牧郎   | 鹿水晶子   | 舛田利雄   | 東映          | 立石警部シリーズ4   |
| 23   | 3月18日        | 健康のための殺意                     | 萩原流行     | 日下圭介   | 綾部伴子   | 長尾啓司   | 松竹          |                     |
| 24   | 3月25日        | 遅すぎた男                           | 三原じゅん子 | 笹沢左保   |            | 笠置高弘   |               |                     |

#### 1991年
1月-3月は上記参照。

##### 旅情サスペンス
春の旅情サスペンスシリーズ第1段。
1991年4月1日 - 6月24日放送。
- 主題歌 - この駅から…（角松敏生）

| 回数 | 放送日        | タイトル                     | 主演       | 原作       | 脚本              | 監督       | 制作         |
| ---- | ------------- | ---------------------------- | ---------- | ---------- | ----------------- | ---------- | ------------ |
| 1    | 1991年 4月1日 | 瀬戸内大誘拐ツアー           | かたせ梨乃 | 小池真理子 | 小森名津          | 田中登     | 松竹         |
| 2    | 4月8日        | 岩手めんこい偽風景           | 増田惠子   | 日下圭介   | 田中晶子          | 岡屋龍一   | 東宝         |
| 3    | 4月15日       | 伊勢湾・鳥羽… 海からの招待状 | 内藤剛志   | 笹沢左保   | 西岡琢也          | 村川透     | 東映         |
| 4    | 4月22日       | 波の告発                     | 相楽晴子   | 夏樹静子   | 大原豊 小池修一   | 南晃行     | ユニオン映画 |
| 5    | 4月29日       | 小樽、霧の心                 | 萬田久子   | 山崎洋子   | 小渕久美子        | 西村昭五郎 |              |
| 6    | 5月6日        | 初夏の磐梯高原・魚葬         | 山口美江   | -          | 篠崎好            | 加藤哲郎   | アズバーズ   |
| 7    | 5月13日       | 八ヶ岳山麓 死者の踊り        | 小川真由美 | 大谷羊太郎 | 小森名津          | 小谷承靖   | 東宝         |
| 8    | 5月20日       | 伊豆大島 霧の夜              | 藤真利子   | 小池真理子 | 相葉芳久          | 長尾啓司   | 松竹         |
| 9    | 5月27日       | 松山道後・竜神になった女     | 横山めぐみ | 中津文彦   |                   |            |              |
| 10   | 6月3日        | 見知らぬ鍵                   | 松本伊代   | 内田康夫   |                   |            |              |
| 11   | 6月10日       | 恋の街金沢・女ごころ         | 岡江久美子 | 阿刀田高   | 綾部伴子          | 広瀬襄     | 松竹         |
| 12   | 6月17日       | ポールニザンを残して         | 柴俊夫     | 原田宗典   | 中園健司 木々高治 | 林宏樹     | -            |
| 13   | 6月24日       | 西伊豆密会ペンション         | 斉藤慶子   | 日下圭介   | 鹿水晶子          | 関本郁夫   | 東映         |

##### 不思議サスペンス
夏の怪奇＆幻想シリーズ第5弾。
1991年7月1日 - 9月30日放送。
- 主題歌 - たまゆら（関口誠人）

| 回数 | 放送日        | タイトル                   | 主演       | 原作       | 脚本     | 監督       | 制作             |
| ---- | ------------- | -------------------------- | ---------- | ---------- | -------- | ---------- | ---------------- |
| 1    | 1991年 7月1日 | 幻を呼ぶ、蛍姫             | 南果歩     | 藤堂志津子 | 中園美保 | 山下耕作   | アスプロデュース |
| 2    | 7月8日        | スープがさめる             | 三田村邦彦 | 都筑道夫   |          |            | 東宝             |
| 3    | 7月15日       | 見知らぬ家族               | 高田純次   | 森真沙子   |          |            | G・カンパニー    |
| 4    | 7月22日       | 揺れるカーテン             | 十朱幸代   | 中津文彦   |          | 加藤彰     | 東映             |
| 5    | 7月29日       | 結婚式の客                 | 萩原流行   | 小池真理子 | 田中晶子 | 長尾啓司   | 松竹             |
| 6    | 8月5日        | 隣の殺人                   | 室井滋     | 今邑彩     | 鹿水晶子 | 黒沢直輔   | 東映             |
| 7    | 8月12日       | 盗聴                       | 宮下直紀   | 日下圭介   |          |            | -                |
| 8    | 8月19日       | 秘密箱からくり箱・殺した女 | 春風亭小朝 | 都筑道夫   | 小森名津 | 原田雄一   | 東映             |
| 9    | 8月26日       | 三十三回忌を済ませて       | 蟹江敬三   | 源氏鶏太   | 大藪郁子 | 田中登     | 松竹             |
| 10   | 9月2日        | 知らない旅                 | 三浦洋一   | 阿刀田高   | 水谷龍二 | 日高武治   | 東宝             |
| 11   | 9月9日        | 骨・しゃれこうべ           | かたせ梨乃 | 阿刀田高   | 綾部伴子 | 小田切成明 | アズバーズ       |
| 12   | 9月16日       | 豪邸の不用品               | 古尾谷雅人 | 山村美紗   | 相葉芳久 | 藤嘉行     | 松竹             |
| 13   | 9月23日       | サボテンの花               | 紺野美沙子 | 宮部みゆき |          | 吉川一義   | 東映             |
| 14   | 9月30日       | まぼろし妻                 | 石橋凌     | 大貫伊佐雄 |          | 山田大樹   | 東宝             |

#### 1992年

##### 恐怖配達人・小池真理子サスペンス
小池真理子の短編小説「恐怖配達人」を原作としたオムニバスドラマ。
1992年1月13日 - 2月17日放送。

マスター（恐怖配達人）：萩原流行（全話出演）。
- 主題歌 - 幻惑されて（KAI FIVE）

| 回数 | 放送日         | タイトル       | 主演     | 脚本     | 監督   | 制作 |
| ---- | -------------- | -------------- | -------- | -------- | ------ | ---- |
| 1    | 1992年 1月13日 | 指輪           | 檀ふみ   | 小森名津 | 田中登 | 松竹 |
| 2    | 1月20日        | 死体を運んだ男 | 渡辺徹   |          |        | 松竹 |
| 3    | 1月27日        | 寄生虫         | 池内淳子 | 綾部伴子 | 田中登 | 松竹 |
| 4    | 2月3日         | 夜の夢つむぎ   | 堤大二郎 |          |        | 松竹 |
| 5    | 2月10日        | 運の問題       | 小林稔侍 |          |        | 松竹 |
| 6    | 2月17日        | 団地           | 藤真利子 |          |        | 松竹 |

##### 六つの離婚サスペンス
離婚をモチーフとしたオムニバスドラマ第1弾。
1992年2月24日 - 3月20日放送。

案内人：市原悦子（全話出演）。
- 主題歌 - 砂の暦（関口誠人）

| 回数 | 放送日         | タイトル                 | 主演       | 原作       | 脚本       | 監督     | 制作 |
| ---- | -------------- | ------------------------ | ---------- | ---------- | ---------- | -------- | ---- |
| 1    | 1992年 2月24日 | 試すなかれ               | 池上季実子 | 佐野洋     | 鹿水晶子   | 村川透   | 東映 |
| 2    | 3月2日         | 埋没社員                 | 松尾嘉代   | 森村誠一   | 田中晶子   | 松尾昭典 | 東映 |
| 3    | 3月9日         | 保険証書が囁く           | 浅田美代子 | 諸星澄子   | 鹿水晶子   | 原田雄一 | 東映 |
| 4    | 3月16日        | 映子の選択               | 南果歩     | 連城三紀彦 | 斎藤博     |          | 東映 |
| 5    | 3月23日        | 十年目の本気             | 室井滋     | 西岡琢也   | 西岡琢也   | 小中肇   | 東映 |
| 6    | 3月30日        | さらば、いとわしきものよ | 古尾谷雅人 | 佐野洋     | 清水喜美子 | 谷口俊哉 | 東映 |

##### 旅情サスペンス（2）
春の旅情サスペンスシリーズ第2弾。
1992年4月6日 - 6月29日放送。
- 主題歌 - 恋の行方（德永英明）

| 回数 | 放送日        | タイトル                          | 主演             | 原作       | 脚本                | 監督       | 制作             |
| ---- | ------------- | --------------------------------- | ---------------- | ---------- | ------------------- | ---------- | ---------------- |
| 1    | 1992年 4月6日 | 風のロード・温泉湯煙地獄めぐり    | 鹿賀丈史         | 宗田理     | 水谷龍二            | 藤嘉行     | 東宝             |
| 2    | 4月13日       | 南房総・蜜と毒                    | 藤田朋子         | 日下圭介   | 石原武龍 丸山恵美子 | 門奈克雄   | アスプロデュース |
| 3    | 4月20日       | 夕映えの松江 鰻のたたき           | 小林稔侍         | 内海隆一郎 | 小森名津            | 広瀬襄     | 松竹             |
| 4    | 4月27日       | 踊りのあとで                      | 桃井かおり       | 連城三紀彦 | 木々翔太郎          | 林宏樹     | -                |
| 5    | 5月4日        | 密愛のリゾート・種子島            | 河合奈保子       | 眉村卓     | 寺田敏雄            | 塚田哲也   | アズバーズ       |
| 6    | 5月11日       | 初夏の潮騒伊良湖岬 夫が消えてから | 高橋ひとみ       | 日下圭介   | 相葉芳久            | 田中登     | 松竹             |
| 7    | 5月18日       | 恋敵 26歳危険な思い出づくり       | ヒロコ・グレース | 長部日出雄 | 中園美保            | 小沼勝     | 東宝             |
| 8    | 5月25日       | 新緑の京都奈良... 涼しい眼        | 黒木瞳           | 阿刀田高   | 小森名津            | 原田雄一   | 東映             |
| 9    | 6月1日        | 女医彩子 伊豆半島・恐怖の往診     | 高木美保         | 志賀貢     | 篠崎好              | 白井政一   | アズバーズ       |
| 10   | 6月8日        | 沖縄恋唄 マングローブの島の女     | かたせ梨乃       | 青柳友子   | 竹山洋              | 仲倉重郎   | テレパック       |
| 11   | 6月15日       | 函館幸坂・ふたりの女              | 桜田淳子         | 阿刀田高   | 西岡琢也            | 黒沢直輔   | 東映             |
| 12   | 6月22日       | 遠い記憶 岩手盛岡風ひかる里       | 三田村邦彦       | 高橋克彦   | 中園健司            | 岡屋龍一   | 東宝             |
| 13   | 6月29日       | 花梨 みちのく誘惑の甘い罠         | 岸本加世子       | 高橋治     | 鹿水晶子            | 吉田啓一郎 | アスプロデュース |

##### 不思議サスペンス（2）
夏の怪奇＆幻想シリーズ第6弾。
1992年7月6日 - 8月31日。
- 主題歌 - LANI -Heavenly Garden-（ANRI）

| 回数 | 放送日        | タイトル           | 主演       | 原作       | 脚本       | 監督     | 制作             |
| ---- | ------------- | ------------------ | ---------- | ---------- | ---------- | -------- | ---------------- |
| 1    | 1992年 7月6日 | 西陣の蝶           | 岩下志麻   | 水上勉     | 橋本綾     | 山下耕作 | 東映             |
| 2    | 7月13日       | しあわせ家族       | 渡辺謙     | 花輪莞爾   | 小森名津   | 長尾啓司 | 松竹             |
| 3    | 7月20日       | 露ばかりの         | 永島暎子   | 連城三紀彦 | 木々翔太郎 |          |                  |
| 4    | 7月27日       | 不用品引き取ります | 高橋ひとみ | 宗田理     | 小森名津   | 日高武治 | 東宝             |
| 5    | 8月3日        | ちりぢごく         | 沢田亜矢子 | 花輪莞爾   | 綾部伴子   | 広瀬襄   | 松竹             |
| 6    | 8月10日       | 姿のない尋ね人     | 古尾谷雅人 | 原田宗典   | 斎藤博     | 崔洋一   | 東映             |
| 7    | 8月17日       | たった一人         | 畠田理恵   | 宮部みゆき | 中岡京平   | 笠置高弘 | アスプロデュース |
| 8    | 8月24日       | 睡眠王             | 堤大二郎   | 嵐山光三郎 | 大平昌秀   | 山内宗信 | テレパック       |
| 9    | 8月31日       | 汽笛               | 柳沢慎吾   | 田中文雄   | 小林竜雄   | 一倉治雄 | 東宝             |

##### 秋の特選サスペンス
1992年9月7日 - 28日放送。
| 回数 | 放送日        | タイトル                                          | 主演     | 原作       | 脚本     | 監督     | 制作                   | 備考              |
| ---- | ------------- | ------------------------------------------------- | -------- | ---------- | -------- | -------- | ---------------------- | ----------------- |
| 1    | 1992年 9月7日 | 湖畔亭                                            | 植木等   | 内海隆一郎 | 小森名津 | 下村尭二 | ザ・ピンプロダクション |                   |
| 2    | 9月14日       | うどん警部 九月のミンク                           | 松方弘樹 | 阿部牧郎   | 鹿水晶子 | 松尾昭典 | 東映                   | 立石警部シリーズ6 |
| 3    | 9月21日       | 交通警察の夜                                      | 田中好子 | 東野圭吾   |          | 鈴木政信 |                        |                   |
| 4    | 9月28日       | ホテルウーマンスペシャル 神尾柊子のとても長い一日 | 沢口靖子 | 山崎洋子   | 西岡琢也 | 中野昌宏 | G・カンパニー          |                   |

#### 1993年

##### 七つの離婚サスペンス
離婚をモチーフとしたオムニバスドラマ第2弾。
1993年1月11日 - 2月22日放送。

案内人：市原悦子（全話出演）。
- 主題歌 - Cry For The Moon（浜田麻里）

| 回数 | 放送日         | タイトル               | 主演     | 原作       | 脚本       | 監督     | 制作 |
| ---- | -------------- | ---------------------- | -------- | ---------- | ---------- | -------- | ---- |
| 1    | 1993年 1月11日 | ピエロ                 | 坂口良子 | 連城三紀彦 | 橋本綾     | 牧口雄二 | 東映 |
| 2    | 1月18日        | ふたり                 | 中川安奈 | 連城三紀彦 |            | 吉川一義 | 東映 |
| 3    | 1月25日        | インターホン症候群の女 | 黒木瞳   | 中津文彦   |            | 関本郁夫 | 東映 |
| 4    | 2月1日         | 霧                     | 高樹沙耶 | 笹沢左保   |            | 笠置高広 | 東映 |
| 5    | 2月8日         | 美しい朝               | 南果歩   | 落合恵子   | 清水喜美子 | 佐藤正道 | 東映 |
| 6    | 2月15日        | すかんたこ             | 室井滋   | -          | 西岡琢也   |          | 東映 |
| 7    | 2月22日        | 一児豪華主義           | 唐沢寿明 | -          | 林誠人     | 小中肇   | 東映 |

##### 内海隆一郎・心の旅シリーズ
内海隆一郎の小説を原作としたテレビドラマシリーズ。
1993年3月1日 - 3月29日放送。
| 回数 | 放送日        | タイトル   | 主演       | 原作       | 脚本                | 監督     | 制作 |
| ---- | ------------- | ---------- | ---------- | ---------- | ------------------- | -------- | ---- |
| 1    | 1993年 3月1日 | 波多町     | 村上弘明   | 内海隆一郎 | 小森名津            | 広瀬襄   | 松竹 |
| 2    | 3月8日        | 波多町     | 村上弘明   | 内海隆一郎 | 小森名津            | 広瀬襄   | 松竹 |
| 3    | 3月15日       | 風花の町へ | 渡瀬恒彦   | 内海隆一郎 | 小林竜雄 清水喜美子 | 谷口俊哉 |      |
| 4    | 3月22日       | 風花の町へ | 渡瀬恒彦   | 内海隆一郎 | 小林竜雄 清水喜美子 | 谷口俊哉 |      |
| 5    | 3月29日       | 遠い歌声   | 賀来千香子 | 内海隆一郎 | 中園健司            | 藤嘉行   |      |

##### サスペンス・明日の13章
1993年4月5日 - 6月28日放送。
- 主題歌 - 恋人（鈴木雅之）

| 回数 | 放送日        | タイトル                    | 主演       | 原作       | 脚本       | 監督       | 制作             |
| ---- | ------------- | --------------------------- | ---------- | ---------- | ---------- | ---------- | ---------------- |
| 1    | 1993年 4月5日 | 社宅の噂                    | 斉藤由貴   | 澤地久枝   | 水島総     | 淡野健     | 東宝             |
| 2    | 4月12日       | 春の乱 新入社員母の会の挑戦 | 鹿賀丈史   | 眉村卓     | 金谷祐子   | 塚田哲也   | アズバーズ       |
| 3    | 4月19日       | 超 誘拐入門                 | 田村高廣   | 清水義範   | 井川公彦   | 門奈克雄   | 大映             |
| 4    | 4月26日       | 灰色の記念碑                | 古谷一行   | 黒井千次   | 相葉芳久   | 田中登     | 松竹             |
| 5    | 5月3日        | ママの誤算                  | 国生さゆり | 乃南アサ   | 溝田佳奈   | 吉田啓一郎 | アスプロデュース |
| 6    | 5月10日       | 狙われたプライバシー        | 伊藤蘭     | 毎日新聞社 | 長坂秀佳   | 原隆仁     | 東宝             |
| 7    | 5月17日       | 小さな王国                  | 岩下志麻   | 谷崎潤一郎 | 水島総     | 吉川一義   | 東映             |
| 8    | 5月24日       | 白い空                      | 古尾谷雅人 | 立松和平   | 清水喜美子 | 岡屋龍一   | 松竹             |
| 9    | 5月31日       | 衝動殺人 赤いランドセル     | 水谷豊     | 水島総     | 水島総     | 猪崎宣昭   | アスプロデュース |
| 10   | 6月7日        | 変身 もう一人の私           | 伊藤かずえ | 宮部みゆき | 信本敬子   | 黒沢直輔   | 東映             |
| 11   | 6月14日       | ひとりぼっちの戦争          | 奈良岡朋子 | 花輪莞爾   | 中村努     | 杉村六郎   | 映像京都         |
| 12   | 6月21日       | 結婚不安症候群              | 生稲晃子   | -          | 小林政広   | 門奈克雄   | 東宝             |
| 13   | 6月28日       | 凍結受精卵                  | 高橋ひとみ | 和久峻三   | 斎藤博     | 竹原栄一   | -                |

##### サスペンス・魔
1993年7月5日 - 9月27日放送。
- 主題歌 - 眠れぬ思い（中西圭三）

| 回数 | 放送日        | タイトル                   | 主演       | 原作                     | 脚本     | 監督     | 制作 |
| ---- | ------------- | -------------------------- | ---------- | ------------------------ | -------- | -------- | ---- |
| 1    | 1993年 7月5日 | 幻の女・闇に消えたアリバイ | 十朱幸代   | ウィリアム・アイリッシュ | 小森名津 | 中島貞夫 | 東映 |
| 2    | 7月12日       | 隣の女                     | 小川真由美 | 小池真理子               | 松平繁子 | 貞永方久 | 松竹 |
| 3    | 7月19日       | 鍋とエレベータ             | 仙道敦子   | 阿刀田高                 | 鹿水晶子 | 山田大樹 | 東映 |
| 4    | 7月26日       | 喪服を着る女               | 藤真利子   | 小池真理子               | 相葉芳久 | 長尾啓司 | 松竹 |
| 5    | 8月2日        | 鏡の中の顔                 | 樹木希林   | 五木寛之                 | 松平繁子 | 原隆仁   | 東映 |
| 6    | 8月9日        | メランコリーは危険         | 若村麻由美 | 山崎洋子                 | 水島総   | 斉藤信幸 | 東映 |
| 7    | 8月16日       | 燃える秘密                 | 岩下志麻   | シュテファン・ツヴァイク | 重森孝子 | 井上昭   | 東映 |
| 8    | 8月23日       | レンタル家族殺人事件       | かたせ梨乃 | 山村美紗                 | 綾部伴子 | 岡屋龍一 | 松竹 |
| 9    | 8月30日       | 愛する人にきらめく死を     | 黒木瞳     | 山崎洋子                 | 田中晶子 | 藤嘉行   | 松竹 |
| 10   | 9月6日        | 迷い道                     | 橋爪功     | 阿刀田高                 | 小森名津 | 広瀬襄   | 松竹 |
| 11   | 9月13日       | 赤い桜の森                 | 名取裕子   | 五木寛之                 | 松平繁子 | 黒沢直輔 | 松竹 |
| 12   | 9月20日       | ある男の三日間             | 松方弘樹   | 芥川龍之介               | 重森孝子 | 牧口雄二 | 東映 |
| 13   | 9月27日       | 私に話しかけて…            | 松坂慶子   | ロバート・ネイサン       | 冨川元文 | 一倉治雄 | 松竹 |

##### 特選!黒のサスペンス
1993年10月4日 - 12月20日放送。
- 主題歌 - Good-bye（鈴木聖美）

| 回数 | 放送日         | タイトル              | 主演         | 原作       | 脚本     | 監督       | 制作       |
| ---- | -------------- | --------------------- | ------------ | ---------- | -------- | ---------- | ---------- |
| 1    | 1993年 10月4日 | 視線                  | フランキー堺 | 石沢英太郎 | 冨川元文 | 前田陽一   | レオナ企画 |
| 2    | 10月11日       | 闇から来た少女        | 大沢樹生     | 高橋克彦   | 小木鳴彦 | 小田切成明 | アズバーズ |
| 3    | 10月18日       | 夢の余白              | 池上季実子   | 連城三紀彦 | 和海宏郎 | 南部英夫   | レオナ企画 |
| 4    | 11月1日        | 情熱の断罪            | 伊藤かずえ   | 森村誠一   | 中園健司 | 原田真治   | 映像京都   |
| 5    | 11月8日        | 紙の罪                | 津川雅彦     | 佐野洋     | 佐伯俊道 | 平山秀幸   |            |
| 6    | 11月15日       | 離婚                  | 永島敏行     | 結城昌治   |          |            |            |
| 7    | 11月22日       | 再会 ～奈津子の結婚～ | 鷲尾いさ子   | -          | 竹山洋   | 谷口俊哉   |            |
| 8    | 11月29日       | 行きずりの殺意        | 片平なぎさ   | 森村誠一   | 友澤晃   | 小田切成明 | アズバーズ |
| 9    | 12月6日        | 喪失                  | 桃井かおり   | 三浦綾子   | 和海宏郎 | 南部英夫   | レオナ企画 |
| 10   | 12月13日       | 帰らざる旅            | 鹿賀丈史     | 青山暝     | 和泉聖治 |            |            |
| 11   | 12月20日       | 夜の肌                | 永島暎子     | 連城三紀彦 |          |            |            |

#### 1994年

##### 愛と疑惑のサスペンス
1994年1月10日 - 3月28日放送。
- 主題歌
  - この愛に泳ぎ疲れても（ZARD） - オープニング
  - エンディング曲は作品ごとに変わる。ビーイング関連曲は「愛と疑惑のサスペンス エンディングテーマ曲集」に収録されている。

| 回数 | 放送日         | タイトル                  | 主演       | 原作       | 脚本       | 監督     | 制作                   | テーマ曲                                                                                  |
| ---- | -------------- | ------------------------- | ---------- | ---------- | ---------- | -------- | ---------------------- | ----------------------------------------------------------------------------------------- |
| 1    | 1994年 1月10日 | 偽りのイヤリング          | 有森也実   | 髙樹のぶ子 | もとひら了 | 金澤克次 | ザ・ピンプロダクション |                                                                                           |
| 2    | 1月17日        | ガラスの家                | 黒木瞳     | 石沢英太郎 | 中村努     | 三村晴彦 | 映像京都               |                                                                                           |
| 3    | 1月24日        | いのちの誘拐              | 佐野史郎   | 水島総     | 水島総     | 水島総   | リバース               |                                                                                           |
| 4    | 1月31日        | 2度目のウェディング・ベル | 鶴田真由   | 乃南アサ   | 中山乃莉子 | 原隆仁   | アスプロデュース       |                                                                                           |
| 5    | 2月7日         | 一瞬の真実                | 相楽晴子   | 宮部みゆき | 金谷祐子   | 塚田哲也 | アズバーズ             |                                                                                           |
| 6    | 2月14日        | 女医彩子・いのちの代償    | 高木美保   | 志賀貢     | 金谷祐子   | 塚田哲也 | アズバーズ             |                                                                                           |
| 7    | 2月21日        | 夢の帰る場所              | 玉置浩二   | 水島総     | 水島総     | 水島総   | リバース               | 挿入歌・エンディングテーマ： SACRED LOVE（玉置浩二） 劇中歌：あなたと、熱帯（本田美奈子） |
| 8    | 2月28日        | 検察審査会                | 片岡鶴太郎 | -          | 井川公彦   | 松本泰生 | 大映株式会社           |                                                                                           |
| 9    | 3月7日         | しつこい自殺者            | 石田えり   | 土屋隆夫   | 宮本寿     | 辻理     | ザ・ピンプロダクション |                                                                                           |
| 10   | 3月14日        | 黒い月                    | 石野真子   | 連城三紀彦 | いのちあき | 岡屋龍一 | ザ・ピンプロダクション |                                                                                           |
| 11   | 3月21日        | 少女たちの時効            | 財前直見   | -          | 和海宏郎   | 猪崎宣昭 |                        |                                                                                           |
| 12   | 3月28日        | レベル7 空白の90日        | 浅野ゆう子 | 宮部みゆき | 西岡琢也   | 谷口俊哉 | 東映                   |                                                                                           |

## 第2期における2021年以降の作品リスト
ここではドラマ枠が火曜21時枠から移行した2021年10月以降の作品を紹介する。
制作プロダクションの記号は以下の通り。
- TS - トライストーン・ピクチャーズ
- KT - 共同テレビジョン（共テレ）
- IC - The icon
- MP - メディアプルポ
- GP - ギークピクチュアズ
- FE - ファインエンターテインメント
- HP - ホリプロ
- MMJ - メディアミックス・ジャパン
- GI - ジニアス
- C&I - C&Iエンタテインメント

| 期間                      | 作品名                                       | 回数           | 原作                                                                     | 主演                                    | 脚本               | 演出                                 | 主題歌                                                                                           | キャッチコピー                                      | 制作協力 |
| ------------------------- | -------------------------------------------- | -------------- | ------------------------------------------------------------------------ | --------------------------------------- | ------------------ | ------------------------------------ | ------------------------------------------------------------------------------------------------ | --------------------------------------------------- | -------- |
| 2021年10月18日 - 12月20日 | アバランチ                                   | 10             |                                                                          | 綾野剛                                  | 丸茂周、酒井雅秋   | 藤井道人、三宅喜重、山口健人         | UVERworld「AVALANCHE」 「EN」                                                                    |                                                     | TS       |
| 2022年1月17日 - 3月28日   | ドクターホワイト                             | 10+1（特別編） | 樹林伸 『ドクターホワイト 千里眼のカルテ』 『ドクターホワイト 神の診断』 | 浜辺美波                                | 小峯裕之           | 城宝秀則、河野圭太、北坊信一         | Ado 「心という名の不可解」                                                                       | 「それは、汚れなき診断。」                          | KT       |
| 2022年4月18日 - 6月20日   | 恋なんて、本気でやってどうするの?            | 10             |                                                                          | 広瀬アリス                              | 浅野妙子           | 宮脇亮、北川瞳                       | 主題歌： あいみょん 「初恋が泣いている」 挿入歌：SixTONES 「わたし」                             | 「甘いものはデザートだけで十分でしょ。」            | IC       |
| 2022年7月18日 - 9月19日   | 魔法のリノベ                                 | 10             | 星崎真紀                                                                 | 波瑠                                    | 上田誠             | 監督：瑠東東一郎、本田隆一           | オープニング： さとうもか 「魔法」 主題歌： ヨルシカ 「チノカテ」                                | -                                                   | MP       |
| 2022年10月24日 - 12月26日 | エルピス-希望、あるいは災い-                 | 10             | -                                                                        | 長澤まさみ                              | 渡辺あや           | 大根仁、下田彦太、二宮孝平、北野隆   | Mirage Collective「Mirage」                                                                      | -                                                   | GP       |
| 2023年1月16日 - 3月27日   | 罠の戦争                                     | 11             | -                                                                        | 草彅剛                                  | 後藤法子           | 宝来忠昭、三宅喜重                   | 香取慎吾×SEVENTEEN「BETTING」                                                                    | 「ハマっているのはお前か、俺か」                    |          |
| 2023年4月17日 - 6月26日   | 合理的にあり得ない〜探偵・上水流涼子の解明〜 | 11             | 柚月裕子 『合理的にあり得ない 上水流涼子の解明』                         | 天海祐希                                | 根本ノンジ         | 光野道夫、二宮崇、倉木義典           | ざきのすけ。 「彼は誰どき」                                                                      | 「あそこのワル、追い詰めるよ。」                    | FE       |
| 2023年7月17日 - 9月25日   | 転職の魔王様                                 | 11             | 額賀澪 『転職の魔王様』 『転職の魔王様2.0』                              | 成田凌                                  | 泉澤陽子、小峯裕之 | 堀江貴大、丸谷俊平、保坂昭一         | オープニング： LIL LEAGUE from EXILE TRIBE「Monster」 主題歌： milet 「Living My Life」          |                                                     | HP       |
| 2023年10月16日 - 12月25日 | トクメイ!警視庁特別会計係                    | 11             | -                                                                        | 橋本環奈                                | 荒木哉仁、皐月彩   | 城宝秀則、光野道夫、湯浅真           | オープニング： LEEVELLES 「地獄の沙汰も愛次第」 主題歌：SEVENTEEN 「今 -明日 世界が終わっても-」 | 「無駄な経費は、やめなさい!!!」                     | KT       |
| 2024年1月15日 - 3月25日   | 春になったら                                 | 11             | -                                                                        | 奈緒、木梨憲武                          | 福田靖             | 松本佳奈、穐山茉由                   | 福山雅治 「ひとみ」                                                                              | 「父と娘。3ヶ月しかない、ものがたり」               | HP       |
| 2024年4月15日 - 6月24日   | アンメット ある脳外科医の日記                | 11             | 子鹿ゆずる（原作）/ 大槻閑人（漫画） 『アンメット-ある脳外科医の日記-』  | 杉咲花                                  | 篠﨑絵里子         | Yuki Saito、本橋圭太、日高貴士       | オープニング： 上野大樹 「縫い目」 主題歌： あいみょん 「会いに行くのに」                        | 「何も変わらない。今の君も、昔の君も。」            | MMJ      |
| 2024年7月8日 - 9月16日    | マウンテンドクター                           | 11             | -                                                                        | 杉野遥亮                                | 高橋悠也           | 国本雅広、高橋貴司、保坂昭一         | Official髭男dism「Sharon」                                                                       | 「そこへ行けば、救える命がある。」                  | GI       |
| 2024年10月14日 - 12月23日 | モンスター                                   | 11             | -                                                                        | 趣里                                    | 橋部敦子           | 三宅喜重、木内健人、樹下直美         | オープニング： I Don't Like Mondays.「Shadow」 主題歌： ちゃんみな「FOREVER」                    | 「これは怪物同士のゲームである」                    | MMJ      |
| 2025年1月20日 - 4月7日    | 秘密〜THE TOP SECRET〜                       | 11             | 清水玲子 『秘密 -トップ・シークレット-』 『秘密 season0』                | 板垣李光人、中島裕翔 （Hey! Say! JUMP） | 佐藤嗣麻子         | 松本佳奈、宝来忠昭、根本和政、稲留武 | オープニング：Penthouse 「ナンセンス」 主題歌： BUDDiiS 「Iris」                                 | 「隠された真実を"のぞき見る" それは正義か、罪か。」 | C&I      |
| 2025年4月21日 - 6月30日   | あなたを奪ったその日から                     | 11             | -                                                                        | 北川景子                                | 池田奈津子         | 松木創、淵上正人、本間利幸、大崎翔   | back number「ブルーアンバー」                                                                    | 「この罪は、悪でしょうか」                          | KT       |
| 2025年7月14日 -           | 僕達はまだその星の校則を知らない             | -              | -                                                                        | 磯村勇斗                                | 大森美香           | 山口健人、高橋名月、稲留武           | ヨルシカ「修羅」                                                                                 |                                                     | HP       |
| 2025年10月 -              | 終幕のロンド -もう二度と、会えないあなたに-  | -              | -                                                                        | 草彅剛                                  | 高橋美幸           | 宝来忠昭、三宅喜重                   |                                                                                                  |                                                     | GI       |

## 第1期の主なスタッフ
- 企画：巻幡展男（初期）、石濱典夫（中期前半）、柏原幹（中期後半）
- 企画・プロデューサー：岡林可典
- 制作：石濱典夫（1988年1月 - 同年6月）、中島英郎（1988年7月 - 1990年7月）、黒山忠久（1991年4月 - 1992年9月）、加藤哲夫（1992年8月 - 不明）
- プロデューサー：小田切正明、小川誠、谷口俊哉、永田公春、広田明、林宏樹（関西テレビ独自作品のみ）

## 第2期のネット局
| 放送対象地域   | 放送局                    | 系列                                         | 放送日時                     | ネット状況 | 備考                |
| -------------- | ------------------------- | -------------------------------------------- | ---------------------------- | ---------- | ------------------- |
| 近畿広域圏     | 関西テレビ（KTV）         | フジテレビ系列                               | 月曜 22:00 - 22:54           | 制作局     | 制作局              |
| 北海道         | 北海道文化放送（UHB）     | フジテレビ系列                               | 月曜 22:00 - 22:54           | 同時ネット |                     |
| 岩手県         | 岩手めんこいテレビ（mit） | フジテレビ系列                               | 月曜 22:00 - 22:54           | 同時ネット |                     |
| 宮城県         | 仙台放送（OX）            | フジテレビ系列                               | 月曜 22:00 - 22:54           | 同時ネット |                     |
| 秋田県         | 秋田テレビ（AKT）         | フジテレビ系列                               | 月曜 22:00 - 22:54           | 同時ネット |                     |
| 山形県         | さくらんぼテレビ（SAY）   | フジテレビ系列                               | 月曜 22:00 - 22:54           | 同時ネット |                     |
| 福島県         | 福島テレビ（FTV）         | フジテレビ系列                               | 月曜 22:00 - 22:54           | 同時ネット |                     |
| 関東広域圏     | フジテレビ（CX）          | フジテレビ系列                               | 月曜 22:00 - 22:54           | 同時ネット |                     |
| 新潟県         | NST新潟総合テレビ（NST）  | フジテレビ系列                               | 月曜 22:00 - 22:54           | 同時ネット |                     |
| 長野県         | 長野放送（NBS）           | フジテレビ系列                               | 月曜 22:00 - 22:54           | 同時ネット |                     |
| 静岡県         | テレビ静岡（SUT）         | フジテレビ系列                               | 月曜 22:00 - 22:54           | 同時ネット |                     |
| 富山県         | 富山テレビ（BBT）         | フジテレビ系列                               | 月曜 22:00 - 22:54           | 同時ネット |                     |
| 石川県         | 石川テレビ（ITC）         | フジテレビ系列                               | 月曜 22:00 - 22:54           | 同時ネット |                     |
| 福井県         | 福井テレビ（FTB）         | フジテレビ系列                               | 月曜 22:00 - 22:54           | 同時ネット |                     |
| 中京広域圏     | 東海テレビ（THK）         | フジテレビ系列                               | 月曜 22:00 - 22:54           | 同時ネット |                     |
| 島根県・鳥取県 | さんいん中央テレビ（TSK） | フジテレビ系列                               | 月曜 22:00 - 22:54           | 同時ネット |                     |
| 岡山県・香川県 | 岡山放送（OHK）           | フジテレビ系列                               | 月曜 22:00 - 22:54           | 同時ネット |                     |
| 広島県         | テレビ新広島（tss）       | フジテレビ系列                               | 月曜 22:00 - 22:54           | 同時ネット |                     |
| 愛媛県         | テレビ愛媛（EBC）         | フジテレビ系列                               | 月曜 22:00 - 22:54           | 同時ネット |                     |
| 高知県         | 高知さんさんテレビ（KSS） | フジテレビ系列                               | 月曜 22:00 - 22:54           | 同時ネット |                     |
| 福岡県         | テレビ西日本（TNC）       | フジテレビ系列                               | 月曜 22:00 - 22:54           | 同時ネット |                     |
| 佐賀県         | サガテレビ（STS）         | フジテレビ系列                               | 月曜 22:00 - 22:54           | 同時ネット |                     |
| 長崎県         | テレビ長崎（KTN）         | フジテレビ系列                               | 月曜 22:00 - 22:54           | 同時ネット |                     |
| 熊本県         | テレビくまもと（TKU）     | フジテレビ系列                               | 月曜 22:00 - 22:54           | 同時ネット |                     |
| 鹿児島県       | 鹿児島テレビ（KTS）       | フジテレビ系列                               | 月曜 22:00 - 22:54           | 同時ネット |                     |
| 沖縄県         | 沖縄テレビ（OTV）         | フジテレビ系列                               | 月曜 22:00 - 22:54           | 同時ネット |                     |
| 大分県         | テレビ大分（TOS）         | 日本テレビ系列 フジテレビ系列                | 水曜 0:59 - 1:54（火曜深夜） | 2日遅れ    | [ 注 21 ]           |
| 宮崎県         | テレビ宮崎（UMK）         | フジテレビ系列 日本テレビ系列 テレビ朝日系列 | 不定期放送                   | 遅れネット | [ 注 22 ] [ 注 23 ] |
| 青森県         | 青森テレビ（ATV）         | TBS系列                                      | 不定期放送                   | 遅れネット |                     |